# ام‌وی بیکوو
ام‌وی بیکوو (به انگلیسی: MV Biokovo) یک کشتی است که طول آن ۸۷٫۶۰ متر (۲۸۷ فوت ۵ اینچ) می‌باشد. این کشتی در سال ۲۰۰۹ ساخته شد.